# ジャン＝マチュー・フィリベール・セリュリエ
ジャン＝マチュー・フィリベール・セリュリエ （Jean-Mathieu-Philibert Sérurier，1742年12月8日 - 1819年12月21日）は、フランス革命戦争・ナポレオン戦争期の軍人。帝国元帥、帝国伯爵、王政復古時の貴族院議員。ナポレオン指揮下にあって、セリュリエは七年戦争でプロイセンと戦った経験を持つ数少ない将軍の一人である。

## 生涯

### 出自
1755年（13歳）にランの民兵組織の中尉となった後、1759年にはオーモンの歩兵連隊に入営。七年戦争でのワールブルグの戦いで負傷した。

### フランス立憲王国
ポルトガルへ行き、そこでボース歩兵連隊の中尉に任官。1770年からコルシカでマルブフに仕えた後、フランスに帰国、1778年には大尉に昇進。1788年に退役を申し出たが、1789年にメドック地方で少佐となった。

### フランス革命
ペルピニャンに駐屯する第70連隊で中佐を務めている時、フランス革命を支持する反乱兵士の鎮圧に参加。革命派兵士たちからセリュリエは王党派であることを疑われたことから亡命を企てたが、階級を剥奪の上、1792年10月10日に逮捕された。バラスによって許された後、オーストリア側につくサルデーニャ王国の支配下にあったAuthion山塊を奪取する勇戦の功績により、1793年6月25日にイタリア方面軍の旅団長に任命された。

### イタリア戦線
ナポレオン・ボナパルトが司令官を務めるイタリア戦役においてサルデーニャ王国と戦い、セリュリエはその峻厳さと勇気をもって讃えられた。モンドヴィの戦い（1796年4月21日）、ロナートの戦い（1795年11月23日）、ラ・ファヴィリートの戦い（1797年1月16日）で活躍。1797年1月14日に行われたマントヴァ包囲戦で名を上げた。ボナパルトは、その清廉・忠実で策を弄したりできない人柄を高く評価し、1797年6月には敵から奪った軍旗を総裁政府に届ける任務を与えている。
カンポ・フォルミオ条約によって、ヴェネツィア共和国はほぼ完全にオーストリアの支配下に置かれることとなった。1797年10月18日にヴェネチア総督に任命されたセリュリエは、食料・弾薬・武器・美術品を運び出す命令を受けた。
エジプト遠征の間は、イタリア方面軍に所属。シェレルの指揮の下でパストレンゴの戦い（1799年3月26日）で活躍。ルッカを占領するが、ヴェローナの戦いに敗北。4月28日のヴェルデリオの戦いでは圧倒的に優勢な敵軍の前に降伏しなくてはならなかった。アレクサンドル・スヴォーロフの口利きにより釈放され、フランス本国へ帰国した。

### 第一帝政
帰国後はパリで予備役編入を命じられたため、ブリュメール18日のクーデターには参加していない。ナポレオン・ボナパルトはセリュリエを1799年12月に元老院議員に任命。1802年に元老院副議長、1803年に元老院法務官、1804年に廃兵院長官・帝国元帥、1805年にレジオンドヌール勲章のグランテーグル（Grand-Aigle, 大鷲。現在の同勲章 グランクロワ章に相当）章を受章、1808年に帝国伯爵。1809年にパリ国民衛兵隊の将軍職。
対仏大同盟の各国軍がパリに迫る1814年3月30日から31日にかけての深夜、ルイ14世時代からの敵軍軍旗1417枚に加えて、フリードリヒ2世の剣を廃兵院の中庭で焼くことを命じた。灰は全てセーヌ川に捨てられた。

### 復古王政
セリュリエは元老院でナポレオン1世の廃位に票を投じ、ルイ18世の支持に回り、これにより貴族院議員に叙せられた。百日天下では再びナポレオン支持派に鞍替えするが、あらゆる政治活動から距離を取った。第二復古王政では、ミシェル・ネイ元帥の死刑判決に票を投じた。
1819年12月21日、パリのデュフォー街で死去。
その亡骸は1847年に廃兵院に移された。

## セリュリエの登場する作品
- 『ナポレオン‐獅子の時代‐』（長谷川哲也）